# Lijst van Alarmschijven in 2006
Deze hits waren in 2006 Alarmschijf op Radio 538:
| Nr.  | Datum        | Artiest                                  | Titel                            | Hoogste positie in Top 40 |
| ---- | ------------ | ---------------------------------------- | -------------------------------- | ------------------------- |
| 1863 | 7 januari    | Nickelback                               | Far Away                         | 18                        |
| 1864 | 14 januari   | Chris Brown & Juelz Santana              | Run It!                          | 11                        |
| 1865 | 21 januari   | BLØF & Kodō                              | Aanzoek Zonder Ringen            | 2                         |
| 1866 | 28 januari   | Beyoncé, Slim Thug & Bun B               | Check on It                      | 5                         |
| 1867 | 4 februari   | Madonna                                  | Sorry                            | 2                         |
| 1868 | 11 februari  | U2                                       | Original Of The Species          | 15                        |
| 1869 | 18 februari  | I.O.S.                                   | Uit De Schaduw                   | 12                        |
| 1870 | 25 februari  | Kane                                     | Believe It                       | 4                         |
| 1871 | 4 maart      | Live                                     | The River                        | 19                        |
| 1872 | 11 maart     | Sugababes                                | Red Dress                        | 7                         |
| 1873 | 18 maart     | The Pussycat Dolls & Will.i.am           | Beep                             | 2                         |
| 1874 | 25 maart     | Gavin DeGraw                             | Just Friends                     | 26                        |
| 1875 | 1 april      | James Blunt                              | Wisemen                          | 9                         |
| 1876 | 8 april      | Shakira & Wyclef Jean                    | Hips Don't Lie                   | 1 (2wk)                   |
| 1877 | 15 april     | Red Hot Chili Peppers                    | Dani California                  | 8                         |
| 1878 | 22 april     | Rihanna                                  | SOS                              | 4                         |
| 1879 | 29 april     | Marco Borsato                            | Rood                             | 1 (11wk)                  |
| 1880 | 6 mei        | Keane                                    | Is It Any Wonder?                | 7                         |
| 1881 | 13 mei       | BLØF & Eliades Ochoa                     | Hemingway                        | 8                         |
| 1882 | 20 mei       | Kelly Clarkson                           | Breakaway                        | 9                         |
| 1883 | 27 mei       | Robbie Williams                          | Sin Sin Sin                      | 9                         |
| 1884 | 3 juni       | Ali B & André Hazes                      | Wij Houden Van Oranje            | 2                         |
| 1885 | 10 juni      | Infernal                                 | From Paris to Berlin             | 9                         |
| 1886 | 17 juni      | Fort Minor, Holly Brook & Jonah Matranga | Where'd You Go                   | 10                        |
| 1887 | 24 juni      | Sérgio Mendes & The Black Eyed Peas      | Mas Que Nada                     | 1 (2wk)                   |
| 1888 | 1 juli       | Christina Aguilera                       | Ain't No Other Man               | 12                        |
| 1889 | 8 juli       | Red Hot Chili Peppers                    | Tell Me Baby                     | 18                        |
| 1890 | 15 juli      | Rihanna                                  | Unfaithful                       | 4                         |
| 1891 | 22 juli      | Paris Hilton                             | Stars Are Blind                  | 12                        |
| 1892 | 29 juli      | Beyoncé & Jay-Z                          | Deja Vu                          | 17                        |
| 1893 | 5 augustus   | Keane                                    | Crystal Ball                     | 20                        |
| 1894 | 12 augustus  | Lily Allen                               | Smile                            | 10                        |
| 1895 | 19 augustus  | BLØF & Omar Faruk Tekbilek               | Mens                             | 10                        |
| 1896 | 26 augustus  | Evanescence                              | Call Me When You're Sober        | 9                         |
| 1897 | 2 september  | Nelly Furtado & Timbaland                | Promiscuous                      | 9                         |
| 1898 | 9 september  | James Morrison                           | You Give Me Something            | 2                         |
| 1899 | 16 september | Stone Sour                               | Through Glass                    | 14                        |
| 1900 | 23 september | Supermode                                | Tell Me Why                      | 5                         |
| 1901 | 30 september | Marco Borsato & Lucie Silvas             | Everytime I Think Of You         | 1 (5wk)                   |
| 1902 | 7 oktober    | Racoon                                   | Brother                          | 14                        |
| 1903 | 14 oktober   | The Pussycat Dolls                       | I Don't Need A Man               | 4                         |
| 1904 | 21 oktober   | Christina Aguilera                       | Hurt                             | 2                         |
| 1905 | 28 oktober   | Shakira & Carlos Santana                 | Illegal                          | 8                         |
| 1906 | 4 november   | Razorlight                               | America                          | 9                         |
| 1907 | 11 november  | Beyoncé                                  | Irreplaceable                    | 3                         |
| 1908 | 18 november  | BLØF & Jigme Drugpa                      | Een Manier Om Thuis Te Komen     | 5                         |
| 1909 | 25 november  | Keane                                    | Nothing In My Way                | 27                        |
| 1910 | 2 december   | James Morrison                           | Wonderful World                  | 8                         |
| 1911 | 9 december   | Red Hot Chili Peppers                    | Snow ((Hey Oh))                  | 5                         |
| 1912 | 16 december  | Nelly Furtado                            | All Good Things (Come To An End) | 1 (2wk)                   |
| 1913 | 23 december  | Gwen Stefani                             | Wind It Up                       | 4                         |
| -    | 30 december  | geen Alarmschijf                         | geen Alarmschijf                 | geen Alarmschijf          |

1969 ·
1970 ·
1971 ·
1972 ·
1973 ·
1974 ·
1975 ·
1976 ·
1977 ·
1978 ·
1979 ·
1980 ·
1981 ·
1982 ·
1983 ·
1984 ·
1985 ·
1986 ·
1987 ·
1988 ·
1989 · 
1990 · 
1991 · 
1992 · 
1993 · 
1994 · 
1995 · 
1996 · 
1997 · 
1998 · 
1999 · 
2000 · 
2001 · 
2002 · 
2003 · 
2004 · 
2005 · 
2006 · 
2007 · 
2008 · 
2009 ·
2010 ·
2011 ·
2012 ·
2013 ·
2014 ·
2015 ·
2016 ·
2017 ·
2018 ·
2019 ·
2020 ·
2021 ·
2022 ·
2023 ·
2024 ·
2025